# Lipsk
Lipsk è un comune urbano-rurale polacco del distretto di Augustów, nel voivodato della Podlachia.
Ricopre una superficie di 184,42 km² e nel 2004 contava 5 724 abitanti.